# Ivjanets
Ivjanets (vitryska: Івянец) är en köping i Vitryssland.   Den ligger i voblasten Minsks voblast, i den centrala delen av landet, 50 km väster om huvudstaden Mіnsk. Ivjanets ligger 197 meter över havet och antalet invånare är 4 178.

## Natur
Terrängen runt Ivjanets är platt. Trakten är glest befolkad. Det finns inga andra samhällen i närheten.

## Kända personer
- Felix Dzerzjinskij (1877-1926), polsk-rysk kommunist och tjekist.